# 親衛隊 (アイドル)
親衛隊（しんえいたい）は、アイドルの熱烈なファンが集まって、私的に応援活動・身辺警護をする組織を、本義の親衛隊になぞらえて呼ぶ名称である。

## 概要
1970年 - 1980年代に多く存在した。各アイドルの親衛隊が手を結び関東親衛隊連合を結成、関西や九州など、全国11都道府県に連合支部を持ち、最盛期の構成員は関東・関西だけでも約2千人と言われた。
一般的に“追っかけ”や“ファンクラブ”等と同じに見られがちだが、活動理念や組織的団体である点で全く別の種類である。略して“エス”や“エータイ”と呼ばれることもあった。

## 沿革

### 創成期
『週刊明星』1972年11月9日号に、デビュー間もない西城秀樹を扱った記事に「親衛隊的ファンが地方公演には必ずやってくるとかいった現象があらわれている」と書かれた記述が見られる。
1970年代中盤。当時はまだまとまりがなく、全国キャンディーズ連盟（全キャン連）やジャパン・ピンク・レディー・サークル（JPC）等を筆頭に各アイドル歌手ごとに私設応援団的なグループがいくつも存在していたが、歌謡祭やコンサート会場でグループ同士の抗争が絶えず、これを見かねた石野真子親衛隊の柳一誠・柏原芳恵親衛隊の柳茂樹・倉田まり子
初代親衛隊長・角哲也が一部のリーダー達を纏める事により、横の繋がり『関東親衛隊連合』通称“連合”を旗揚げした。アイドル歌手の応援・護衛を目的とし、榊原郁恵親衛隊長・小川則宏が初代連合長となり、これが俗に言うアイドル親衛隊が注目を集めはじめた原点となる。
また、この頃には札幌・関西・九州にも同じような組織がすでに存在しており、後に関東同様“親衛隊連合”を名乗ることとなる。

### 最盛期
1980年代に入り、アイドル産業の黄金期を迎えるのと同時に、親衛隊社会にも全盛期が訪れる。連合加盟隊数はおよそ50隊、全構成員数約1,800人にも達していた。初代隊長・幹部クラスは主に真子隊出身者が多く、石野真子が引退後にこれらのデビュー時期が重なったことが要因で、以後真子隊伝説が語り継がれる由縁でもある。それらの中でも松田聖子隊は全連合の半数を占め、関東や関西だけでも500人を越す勢力を持ち、親衛隊の代名詞といえる存在であった。1983年武道館コンサートの際には、北海道支部から九州支部まで全国の聖子隊が集結、アリーナ席から2階席のほとんどが親衛隊で埋め尽くされ、声援も親衛隊のコール一色、数千本の紙テープが舞い、2階席には各地方支部の横断幕が所狭しと並び、アイドル歌手全盛だった1980年代を象徴する光景だった。また、この頃には歌番組の公開生放送がいくつもあり、親衛隊の組織的応援活動はなくてはならないものとなっていた。
この頃には関東以外も全て連合化され、北海道連合・東北連合・上越連合・北陸連合・静岡連合・中部連合・関西連合・四国連合・広島連合・九州連合。全国総動員数は3千人を越えたといわれ、文字通りの全国組織に成長していった。

### 安定期
1980年代中盤に差しかかると安定期に入る。7代目まで続いた聖子隊も1985年、松田聖子の婚約（神田正輝と。所謂“聖輝の結婚”）により解散する。この当時、連合所属隊数20数隊。各隊長クラスは主に聖子隊出身者が多かった。現代ではまず有り得ない話だが、親衛隊長とアイドルが恋愛関係に発展してしまったり、マネージャーの紹介でそのまま芸能事務所に社員・マネージャー見習いとして就職したりするなど、現役の隊員や元隊員が学校卒業時などの職業選択の一つとして芸能事務所やテレビ局など芸能関係の仕事に就くケースが出てきた。柳兄は親衛隊引退後、ライジングプロダクション入りし、デビューから数年、荻野目洋子のマネージャーを務めている。1984年7月28日に行なわれた日比谷野外音楽堂でのファースト・コンサートでは、柳の鶴の一声により関東連合を中心とした親衛隊800人が動員された。また、同じく1986年10月5日のよみうりランドオープンシアターEASTでのコンサートでは、全国から3,000人もの親衛隊が総動員され、新たな伝説を築いた。

### 反乱期
組織が大規模化するにつれ、派閥が発生してきた。
所属事務所系列、幹部達の人間関係など、関東連合内での派閥は大きく分けて4グループ程存在していた。さらに1985年頃、関東連合内に、初代南野陽子隊創立者・江尻昭彦を中心としたグループが生まれる。彼らは“関東江尻一家”を名乗り、良い意味でも悪い意味でも浮いた存在であった。1987年夏、関東連合の活動方針に反発した江尻は、この当時関東連合内で約半数の勢力を維持していた南野陽子隊を軸に、江尻に賛同した十数隊を引き連れ、関東連合脱退を計画、連合幹部と江尻一家幹部との間に何度も話し合いの場が持たれたが全て決裂、新組織『全日本親衛隊同盟』通称“同盟”を旗揚げすることとなる。同盟結成式は都内のホテルで行われ、江尻一家の幹部連や関係者、約100人が出席した。また同じ頃、九州でも連合が2つに割れ、『九州双誠会』通称“反連”が誕生している。更に関東連合はかつての実力者達が次々と現場に復帰、体制を整えることになり、柳も再び相談役という立場で連合に接触するようになる。翌1988年、連合側は引き締めを図るために『全国親衛隊連合』と改称、同盟を除く親衛隊を全国一本化する。この頃にはマスコミからの取材依頼も多く、同盟に関してはテレビの密着ドキュメント番組や週刊誌等の取材に多数応じている。
1988年から1992年頃までの所属隊は次の通り。
全国親衛隊連合
酒井法子・西村知美・伊藤美紀・仁藤優子・坂上香織・相川恵里・島田奈美・北岡夢子・藤谷美紀・真弓倫子・渡辺美奈代・渡辺満里奈・国生さゆり・工藤静香・生稲晃子・斉藤満喜子・中山美穂・中山忍・吉田真里子・国実百合・河田純子・田村英里子・増田未亜・千葉美加・細川直美・高橋由美子・田中陽子・寺尾友美・西野妙子・宍戸留美・木原美智子・山中すみか・田山真美子・桜井幸子・BABY'S・CoCo(宮前真樹・三浦理恵子・瀬能あづさ)・中嶋美智代・堀川早苗・花島優子・Cotton・加藤紀子・胡桃沢ひろ子・新島弥生・木内美歩・小田茜
全日本親衛隊同盟
南野陽子・浅香唯・大西結花・中村由真・小沢なつき・小高恵美・石田ひかり・高井麻巳子・岩井由紀子・我妻佳代・河合その子・杉浦幸・相楽ハル子・本田理沙・西田ひかる・田山真美子・白田あゆみ・姫乃樹リカ・麻田華子・伊藤智恵理・田中律子・山口由子・川越美和・佐藤忍・中山忍・芹沢直美・渡瀬麻紀・安永亜衣・CoCo（大野幹代・羽田恵理香）・ribbon・Qlair・早坂好恵・堀川早苗・吉沢瞳・薬師寺容子・奥山佳恵・遠野舞子・宮田愛
連合・同盟の分裂後も両者による主導権争いが行なわれ、コンサートやイベントでかち合う度に小競り合いを繰り返していた。また互いに同じアイドル歌手の親衛隊を作らない協定を結ぶが、結局は表面上の約束で、吉田真里子や中山忍、CoCo等で衝突してしまう。特に、1988年5月21日によみうりランドオープンシアターEASTで吉田真里子のデビューイベントが行われた際の大乱闘は翌日の新聞に採り上げられた。また、この頃には一般ファンによるグループ化が目立ち始める。彼らは親衛隊の上下関係や束縛を嫌い、メジャーな所では“OBG”や“元連合SEC（聖子隊）の一部のメンバーによるAJO関東B・G連合”など。これらのグループは特に解散直前直後のおニャン子クラブ周辺で多く見られ、全員はっぴを着ているため「ハッピ軍団」と呼ばれ、おニャン子ファイナルコンサートでは代々木体育館前で全員でハッピを広げ、翌日のスポーツ新聞に掲載されたりした。その後勢力を伸ばしつつあったが、おニャン子の衰退と親衛隊、特に関西連合の圧力によって姿を消していった。
関東連合出身の幹部2名により、新組織“日本親衛隊連盟”発足との噂が流れたが、実際に設立されることはなかった。

### 終焉期
1980年代には全盛だった親衛隊も、時代が平成に変わり、とりわけ1990年代に入ると終焉を迎える。連合・同盟の抗争が更に激化、白鳥事件、ribbonの日比谷野外音楽堂ライブ終了後の大乱闘、その後の幹部を始めとする主要メンバー達の親衛隊離脱が衰退の要因とされている。しかし実際のところは、1990年代からは音楽が多様化したことによってバンドブームやそれに続くビーイング・小室ブーム・渋谷系に代表されるように、日本の音楽ムーブメントがJ-POPの全盛期を迎え、従来のアイドル歌謡がその潮流から取り残された現象、所謂「アイドル冬の時代」の影響で隊員も減り、さらに公開歌番組や大規模なコンサートなどもほとんど姿を消し、“親衛隊”としての活動場所・存在価値がなくなっていたのが原因である。また激しい上意下達の環境を嫌い個人主義を好むという時代環境の変化や、アイドルファンのイメージがそれまでの親衛隊に象徴される「硬派」「青春」といった比較的健康的なものから「根暗なオタク趣味」というネガティブなものに取って代わったことが決定的な打撃となり（同時期の宮﨑勤事件や宅八郎の登場が強く影響したとされている）、世間的にもアイドルファン＝「ダサい」「カッコ悪い」「気持ち悪い」というイメージが定着してしまい、隊員が一気に激減した。1994年頃には連合全体で100人にも満たなくなっていた。その後も幹部の生き残りメンバー数名が立て直しを図るが、Melody ・桜っ子クラブらの活動を最後に、1995年頃には連合・同盟両者とも完全に姿を消し、長い親衛隊の歴史に幕を下ろした。連合解散後もなおヒット曲を世に出し続けた中山美穂、酒井法子の親衛隊が単独で活動を続けたはいたが、1997年頃には自然消滅の形となっている。
1990年代末期以降、荻野目洋子と同じくライジングプロダクション所属のSPEEDや「モーニング娘。」、AKB48などのファン周辺で親衛隊と類似した集団が多数存在しているが、往年の親衛隊連合・同盟とは全く違う物であり、何の関係やつながりもない団体である。ただし、個々の親衛隊OB等が現場を仕切る光景は、「娘。」やチェキッ娘、一部のアイドル声優（椎名へきる・水樹奈々・花澤香菜）などでも見られた。

### 現代の親衛隊
- 2005年以降、アイドルリバイバルブームを機に、堀ちえみ・柏原芳恵・岩崎宏美などの親衛隊OBが復活。規模は小さいが当時と変わらぬ応援を続けている。
- 石野真子親衛隊を名乗る団体が存在するが、事務所非公認であり、当時とは関連がない無許可の組織である。
- また、組織的ではないが松田聖子のコンサートで親衛隊コールをしているOBが多数存在している。
- 2011年4月、元キャンディーズの田中好子が病没した際に、告別式に全キャン連の当時のメンバーが「日本キャンディーズ協会」として再集結した。
- AKB48選抜総選挙で指原莉乃の3度のセンター獲得に大きく貢献したのは、個人後援会「指原会」であったとされる[3][4]。

## 活動内容

### 警護
ガード
ガードとは、テレビ局やラジオ局での出待ち・入り待ちの際や、駅や空港などでカメラ小僧・一般ファンからの身辺警護を行なうものである。会場から移動の車までエスコート、危なそうなファンを問答無用で排除していた。また、主催者からの依頼により、会場入り口において入場者の手荷物をチェック、禁止行為のカメラや録音装置の一時預かりも行い会場内を巡回、カメラ撮影していた者を発見した場合にはフイルムをその場で没収していた。活動方法をめぐり、本多芸能・清水スポーツ、また局舎警備を放送局から請け負っている警備会社の警備員などプロとのトラブルも少なくなかった。

### 応援

#### 主な応援活動の拠点
各コンサート・イベント（新曲発表やサイン会）・公開番組
- 関東の公開番組 - 歌のトップテン・レッツゴーヤング・ヤングタウンTOKYO・ヤンヤン歌うスタジオ・ザ・ヤングベストテン・おはようスタジオ・ロッテヤンスタNo1・モモコクラブ・スーパーJOCKEY・FNS歌謡祭・8時だョ!全員集合等の各音楽祭
- 関西の公開番組 - ヤングOh!Oh!・プロポーズ大作戦・ラブアタック!・突然ガバチョ!

#### 応援の種類
コール
コールは、曲に合わせた掛け声による応援のことである。現在の“ガチ恋口上”・“ミックス”の先祖と言える。
歌詞と歌詞の間にアイドルの名前を叫んだりする、合いの手が基本形で、例として西城秀樹の『激しい恋』における「やめろと言われても（ヒデキ）」、郷ひろみの『男の子女の子』での「君たち女の子（Go! Go!）」、和田アキ子の『笑って許して』に使われる「笑って許して（アッコ!）」などが一般的に知られている。1970年代初頭にファンが自然発生的に叫んでいた掛け声が始まりである。
親衛隊が組織化されるにつれ、幹部が一定の応援コールを定め、「コール表」が隊員に配られる。これらを基に、コンサートやイベント会場で大声で声援を送り、アイドルをサポートする。隊員だけでなく一般のファンにまでコール表を配り、応援を強要することもまま見受けられたため問題化したことがある。
1980年代初頭は、Aメロに合いの手→Bメロでは1・2手拍子→サビに入る直前に「L・E・T・S・ウ〜レッツゴー」や、例えば「L・O・V・E・ラブリー聖子 」的な応援パターンが多く見られた。「ウ〜レッツゴー」の始まりはキャンディーズの『夏が来た!』で、歌詞の中の「ウ〜 ランララン……」の所でみんなで唄っていたのが徐々に「ウ〜レッツゴー」に変化していったものである。
その後、コールも凝ったものが多くなり、イントロや間奏にロングコールが入るようになる。ロングコールで一番長いとされるのは石川秀美の『熱風』の間奏コールで、16小節もの間奏を「この世で一番かわいい秀美・瞳がまぶしい秀美ちゃん・この夏輝く星になれ・スポーティーガール秀美が一番・いつもにこにこスーパーガール・ハーティースマイルフェアリー秀美・サマーヴィーナスアイラブ秀美・さわやか天使ウ〜レッツゴー」といった長いコールで埋め尽くす。このような凝ったコールは、手伝いの隊員が憶えるのに苦労し、イベント中でもコール用紙を見ながら応援するといった光景がよく見られた。アイドルに対してのメッセージ性を高めるために「L・O・V・E」や「I・LOVE・YOU」等のシンプルなコールに徹する親衛隊も存在した。
初期のころの傾向としてはあくまで間奏やコーラスの間のコールであったが、1980年代の半ば辺りからは曲のサビを聞かせどころでも声援を被せるなどした場合もあったため、一部で問題化したこともある。
統制
統制は、曲の合間にバラバラにアイドルの名前を叫んでいたものを、リーダーが「せぇの!」と号令をかけることにより、一斉に声を揃えることを目的としたものである。コール同様、親衛隊の応援が進化していくことにより「せぇの!」の号令も、応援団のエール如く「せ〜の〜」と長く伸ばすのが主流になる。統制は隊長や統制長が行なう。メガホンを片手で振り回すスタイルから、赤色の統制棒（俗にいう誘導棒）を左右に振るスタイルへと変化していった。コンサートのオープニング、静まり返った会場に響き渡る統制の声は全隊員達にとって憧れであり目標であった。また1987年には日立マクセルより緑色の統制棒が数量限定発売され、それを使用するのが一時期の流行となった。
紙テープ
紙テープは、サビに入る直前の「L・E・T・S・ウ〜レッツゴー」のところで一斉に投げるのが一般的であり、紙テープの芯を抜き、アイドルに当たらないようにステージの真上から落ちる様に投げる。テープの色は隊のイメージカラーで統一する隊や、色鮮やかに演出するために七色のカラーを用いる等様々。　　　　　
ペンライト
ペンライト、別名“ハンドコール”は、バラード曲に合わせて左右に振るのが一般的であるが、曲によっては凝った振り付けもある。コンサートの終盤、バラード曲で暗くなった客席に揺れる全て同じ色で統一した数百本のペンライトの美しさは“光の絨毯”と呼ばれ、感動で涙が込み上げて歌えなくなるアイドルも少なくなかった。またハイテンポな曲でもリズムに合わせて振るかたちもあり、さらに進化すると両手に1本ずつのペンライトを持ち、複雑な動きの振りまで行なわれていた。　

### 支援活動
リクエストはがき書き
当時のランキング番組『ザ・ベストテン』・『歌のトップテン』などへのリクエストはがきを組織票として大量に書き、一気に投函する。費用は所属事務所やレコード会社が負担する場合が多い。親衛隊が事務所公認の場合の活動である。有線ラジオ放送へのリクエスト電話も行っていた。
レコード買い
新曲発売時期にオリコン加盟のレコード店を数多く回り、組織的に購入しランキング順位を上げる。こちらも費用は所属事務所やレコード会社が負担する。
販売
コンサート会場、イベント会場では事務所側から依頼され、コンサートパンフやグッズの販売等に 親衛隊の隊員が使われたケースもある。
事務所公認・新人支援
1980年代には親衛隊を事務所公認とする芸能プロダクションも増えだし、これらの活動の見返りとして、タレントとのお茶会や食事会等を定期的に行うところや、コンサート等で親衛隊用のまとまった席を確保したり、特別なケースだと親衛隊獲得のために現金を差し出す事務所まで出てきた。特に新人アイドルの場合、これらの支援活動が強力なプロモーションであると認識され、事務所側としては親衛隊の応援・組織的動員力は喉から手が出るほど必要な状況であった。

## 組織概要
基本的に連合・同盟いずれかに加盟しなければ親衛隊を名乗ることはできなかった。親衛隊内での上下関係は徹底的に厳しく、完全なピラミッド式ヒエラルキー、上意下達型の体育会系組織である。 関東での順列最上位は連合長、次に副連合長が3名、その下に各親衛隊長（幹部）が横並び。 各隊で見ると、全国総隊長（親衛隊長）、関東本部長（副隊長）、東京・神奈川・千葉・埼玉各班長（幹部）、そして平隊員という順になっていた。主に関東本部が基本だが、隊によっては関西が本部を名乗るケースもあった。
平均年齢は平隊員で14-17歳、幹部クラスで16-18歳、隊長・連合長クラスで17-20歳、常連組（相談役）で20-23歳。
数年間、隊長として経験を積んだ者の多くは、連合幹部会により新人アイドルの隊長にさせられることや、自らの志願により新しい隊を結成する等、アイドル歌手が好きで隊長まで上り詰めた“本来の親衛隊長”は、姿を消すことも多かった。 
女性隊員はレディースと呼んでいた。1980年代後半を見てみると中山美穂隊や、工藤静香隊、浅香唯隊等に多くみられた。特に1980年代末期の美穂隊レディースの動員力・団結力は凄まじく、単独でも十分通用する程の組織であった。          
各隊のミーティング（コール練習）は、毎週日曜、連合集会は月に2回明治公園・日比谷公園・代々木公園等で行われた。連合幹部会は、当時有楽町駅前にあった純喫茶「白鳥」で月に2回行われた。ちなみに同盟の場合は全隊集会と呼び、主に代々木公園や新宿中央公園で行われた。
親衛隊の勧誘は主にコンサート・イベント終了後の会場出口で隊員達が直接行い、入隊金5千円から8千円が相場だった。
応援スタイルをみると1970年代後半-1980年頭は特攻服にハチマキ腕章 、1980年代前半はハッピにハチマキ腕章。後半に入るとハチマキに腕章（中には隊名入りのMA-1で揃える隊もあった）に変化していく。ハチマキはサテン地に刺繍入りの特別製で、色は隊ごとにそれぞれ異なり、ハチマキ以外にもハッピ・垂れ幕・ペンライト・紙テープ等全てその色で統一、その色は隊のイメージカラーでもあった。
隊名にはそれぞれセカンドネームがある。ウルトラシリーズなどの防衛隊名にちなんだもの。
- 倉田まり子隊 “M・F・C
- 石野真子隊 “M・L・C”（MAKO-LOVELY-CIRCLE）
- 松田聖子隊 “S・E・C”（SEIKO-ENGAGING-CIRCLE）
- 岩崎良美隊 “Y・P・C” (YOSHIMI-Project-Circle)
- 河合奈保子隊”N・C・A”(NAOKO-CANARY-ASSOCIATION)
- 中森明菜隊 “A・P・S”（AKINA-PROMOTION-STAFF）
- 木元ゆうこ隊“Y・S・C“(YUKO-Squash-Circle)
- 菊池桃子隊 “M・M・C”（MOMOKO-MAINTAIN-CIRCLE）
- 岡田有希子隊 “Y・H・A”（YUKIKO-HAPPINESS-ASSOCIATION）
- 中山美穂隊 “M・E・S”（MIHO-ENDLESS・SHINING-STAR）
- 南野陽子隊 “Y・E・C”（YOKO-ETERNAL-CINDERELLA）
- 松本伊代隊 “I・S・P”（IYO-SPIRITO-PARTNER）

ユニークな例として、堀ちえみ隊 “C・M・I”（CHIEMI-メチャンコ-命）や芳本美代子隊 “M・N・G”（MIYOKO-ナンジャモンジャ-軍団）などがある。

## 所属していた主な有名人
- 嶋大輔、木下ほうか - 石野真子親衛隊
- ラッシャー板前 - 柏原芳恵親衛隊
- 大塚光二 - 中森明菜親衛隊
- 土田晃之 - 工藤静香（連合系）のファンだったにもかかわらず、我妻佳代親衛隊（同盟系）に属していた。
- 中島忠幸（カンニング） - 南野陽子親衛隊員を経て、田村英里子親衛隊九州支部長を務めていた。
- 後藤浩輝 - 渡辺美奈代親衛隊
- 滝島梓 - 渡辺満里奈親衛隊レディース